# Gröna universitetet i Bangladesh
Gröna universitetet i Bangladesh (bengali: গ্ৰীন ইউনিভার্সিটি অফ বাংলাদেশ) är ett privat universitet i Farmgate, Dhaka, Bangladesh, grundat 1992. Universitet tillhandahåller kurser i datavetenskap, textil, IT med mera.